# Lennart Säkki
Lennart Säkki, född 6 september 1946 i Gävle, död 16 juli 2013 i Eskilstuna, var en svensk konstnär och musiker.  

## Biografi
Lennart Säkki bodde och verkade i Eskilstuna. Han hade en utbildning från Art College i Croydon, London. Arbetade med ett flertal stilar. Det finns nyrealism och fotografisk realism. Flera av hans verk är placerade i offentliga miljöer som Komvux i Eskilstuna, Balsta musikslott, Datorteket i Eskilstuna och Studiefrämjandet Västerås. Det finns grafik med känsliga svartvita bilder. Han har haft utställningar i Stockholm, Eskilstuna, Västerås samt medverkat i samlingsutställningar i Rieti och Cittaducale i Italien. Hans bilder har publicerats i flera internationella skrifter. 
Lennart Säkki var även verksam som musiker. Han Spelade under 1990-talet i gruppen Säkki-Zimmermans samt gav 2004 ut ett soloalbum med namnet "Songs from a garbage can".